# Fair
Fair es una localidad del Partido de Ayacucho, al sudeste de la provincia de Buenos Aires, Argentina. Se encuentra a 20 km de la ciudad de Ayacucho, por un camino de tierra.
El primer ramal ferroviario que llegó hasta Ayacucho, el ramal ferroviario Maipú-Ayacucho-Tandil, dio origen a la estación Fair. Su actividad principal siempre fue la agropecuaria, y cuando el ramal estaba operativo, llegó a tener un buen movimiento, con una herrería, un almacén de ramos generales y una escuela.
En 2020, se coordinaron acciones para llevar el servicio de Internet a Fair instalando una antena satelital en la escuela de la localidad, proporcionando Wi-Fi libre a quienes se acerquen al centro educativo.

## Población
Durante los censos nacionales del INDEC de 2001 y 2010 fue considerada como población rural dispersa.